# Brustna relationers museum
Brustna relationers museum (kroatiska: Muzej prekinutih veza) är ett museum i Zagreb i Kroatien. Museet i Övre staden är tillägnat brustna förhållanden och dess utställningar innehåller personliga föremål från före detta makar, vänner och andra närstående och korta beskrivningar av föremålen. 2011 tilldelades museet Kenneth Hudson Award och kallades då "det mest innovativa museet".

## Historik
Museet grundades av filmproducenten Olinka Vištica och skulptören Dražen Grubišić. När parets fyra år långa relation tog slut 2003 skojade de om att inrätta ett museum för att hysa deras överblivna personliga ägodelar. Tre år senare kontaktade Grubišić Vištica. Den här gången pratade de mer seriöst om idén. Det tidigare paret började be sina vänner om att donera föremål från tidigare kärleksrelationer och fick god respons. Snart hade de lagt grunden till en samling.
Den första utställningen hölls 2006 på Glyptoteket i Zagreb. De nästkommande åren visades samlingen i länder världen över, däribland Argentina, Filippinerna, Singapore, Storbritannien, Sydafrika, Tyskland och USA. 2006-2010 hade samlingen setts av mer än 200 000 personer. Under världsturnén kom samlingen att växa allt mer eftersom fler personer kom att donera föremål från sina tidigare förhållanden. 2007 donerades mer än 30 föremål när samlingen ställdes ut i Berlin.
Museet grundades i oktober 2010 och den permanenta utställningen går att se i dess 300 m2 stora lokaler i Kulmerpalatset i Zagrebs historiska kärna.